# Joan Guzmán
Joan Guzmán est un boxeur dominicain né le 1er mai 1976 à Saint-Domingue.

## Carrière
Passé professionnel en 1997, il remporte le titre vacant de champion du monde des super-coqs WBO le 17 août 2002 après sa victoire par KO au 3e round contre Fabio Daniel Oliva. Guzman laisse sa ceinture WBO vacante pour boxer en poids plumes et super-plumes devenant champion WBO de cette dernière catégorie le 16 septembre 2006 aux dépens du boxeur argentin Jorge Rodrigo Barrios. Il conserve son titre face à Humberto Soto le 17 novembre 2007 puis décide de poursuivre sa carrière en poids légers et super-légers.